# Partia Półksiężyca i Gwiazdy
Partia Półksiężyca i Gwiazdy (indonez. Partai Bulan Bintang) – indonezyjska, islamska partia polityczna.

## Historia
Partia została założona w 1960 roku przez członków zdelegalizawanego przez prezydenta Sukarno islamskiego ugrupowania Masyumi. Po przejęciu władzy przez gen. Suharto, ugrupowanie w 1971 roku zmieniło swoją oficjalną nazwę na Islamską Partię Indonezji (Partai Muslim Indonesia – Parmusi). Po wyborach w 1971 roku, administracja Suharto w celu ułatwienia kontroli nad wszelkimi partiami opozycyjnymi, wprowadziła dla nich obowiązek zrzeszenia się w ramach jednej z dwóch koalicji politycznych (o profilu religijnym oraz sekularnym). W 1973 roku Parmusi wraz z innymi ugrupowaniami o profilu islamskim i konserwatywnym weszła w skład Zjednoczonej Partii na rzecz Rozwoju.
Po upadku reżimu Suharto, część polityków Zjednoczonej Partii na rzecz Rozwoju związana z ruchem Masyumi postanowiła wskrzesić ugrupowanie. Dnia 21 maja 1998 oficjalnie ogłoszono powołanie Partii Półksiężyca i Gwiazdy. Pierwszym liderem ugrupowania został Yusril Ihza Mahendra, były autor przemówień publicznych Suharto.
W 2000 roku nastąpił rozłam w partii w wyniku którego część członków utworzyła Islamską Partię Indonezji (Partai Islam Indonesia).

## Platforma wyborcza
Ugrupowanie opowiada się za wprowadzeniem prawa szariatu na terenie całej Republiki Indonezji (obecnie takie prawo występuje jedynie w autonomicznej prowincji Aceh). Partia jest także zwolennikiem reformy szkolnictwa w kierunku tradycyjnego, islamskiego nauczania.

## Wyniki wyborcze
W wyborach parlamentarnych w 1999 roku ugrupowanie zdobyło ponad dwa miliony głosów (1,94%), usykując 13 mandatów w Ludowej Izbie Reprezentantów, zaś lider ugrupowania Yusril Ihza Mahendra został mianowany na stanowisko ministra sprawiedliwości. W kolejnych wyborach w 2004 roku partia zdobyła 2,62% głosów i 11 mandatów parlamentarnych. Pięć lat później w 2009 roku, Partia Półksiężyca i Gwiazdy uzyskała 1,21% procent głosów, nie zdobywając żadnego miejsca w parlamencie indonezyjskim. W wyborach w 2014 roku na partię zagłosowało 1,46% wyborców. W wyborach parlamentarnych w 2019 roku PBB uzyskała poparcie na poziomie 0,79%.
| Wybory | Poparcie | Zmiana punktów procentowych | Mandaty | Zmiana |
| ------ | -------- | --------------------------- | ------- | ------ |
| 1999   | 1,94%    | –                           | 13      | –      |
| 2004   | 2,62%    | 0,68                        | 11      | 2      |
| 2009   | 1,21%    | 1,41                        | 0       | 11     |
| 2014   | 1,46%    | 0,25                        | 0       | –      |
| 2019   | 0,79%    | 0,67                        | 0       | –      |